# Booué
Booué est une petite ville du Gabon, située sur l'Ogooué, dans la province de l'Ogooué-Ivindo ; elle est chef-lieu du département de la Lopé.
Fondé en 1883 par Pierre Savorgnan de Brazza, le poste de Booué déclina d'une part quand il perdit son statut de chef-lieu de province au profit de Makokou, en 1958, et, d'autre part, quand le fleuve Ogooué perdit son rôle de voie de communication avec le développement du réseau routier puis du chemin de fer. La présence d'une gare du Transgabonais à Booué, depuis 1983, a redonné un peu de vitalité à la ville.
Booué possède un aéroport (code AITA : BGB).